# آنتونی گرین
آنتونی گرین (انگلیسی: Anthony Green؛ زادهٔ ۴ آوریل ۱۹۷۰) بازیگر اهل بریتانیا است.
از فیلم‌ها یا برنامه‌های تلویزیونی که وی در آن نقش داشته‌است، می‌توان به هویت بورن، فردا هرگز نمی‌میرد و ریش‌سیاه اشاره کرد.